# 氏部
氏部（しぶ）は、漢字を部首により分類したグループの一つ。
康熙字典214部首では83番目に置かれる（4画の23番目）。

## 概要
「氏」の字は、1つの姓から分かれ出た血族集団のことを意味するが、その血族集団の役割名の後に「 - 氏」とつけられるようになり、後世では著名な人物の姓の後や結婚した女性の父姓や夫姓の後で用いられるようにもなった。
日本や韓国では現在でも姓の後ろに尊称として用いている。
『説文解字』では巴蜀（今の四川省）の山の崖面にあって今にも落ちそうな岩のことをいうとする。
氏部は「氏」字のような字形を筆画に持つ漢字を収める。
「民」は「氏」との字形の類似から、字源上関係なくとも便宜的にこの部首に収められているが、このケースにあっては「民」の最初の1画（筆画の切断を許せば左の縦画の上部も）を除いた部分を「氏」の変形扱いして「氏部1画」の扱いとしている。CJK部首補助では「民」の字形が「CIVILIAN」の部首名で登録されている。

## 部首の通称
- 日本：うじ
- 韓国：각시씨부 （gaksi ssi bu、うじの氏部)
- 英米：Radical clan

## 部首字
氏
- 広韻 - 承紙切、紙韻
- 詩韻 - 紙韻、上声
- 三十六字母 - 禅母
- 日本語 - 音：シ（漢音）・ジ（呉音） 訓：うじ
- 中国語 - ピンイン：shì 注音：ㄕˋ ウェード式：shih 4
- 朝鮮語 - 訓音：성(seong、姓) 씨(ssi)

## 例字
氏・民・氐・氓